# Legea Timbrului
Legea Timbrului (The Stamp Act 1765) a fost o lege votată de Parlamentul Marii Britanii.
Londra dorea ca și coloniile să contribuie la plata cheltuielilor cauzate de războiul de șapte ani, în urma căruia a fost anexată Canada. Guvernul regal a impus mărirea impozitelor în colonii. În 1765, Parlamentul britanic a votat Legea Timbrului, prin care redactarea tuturor actelor trebuia făcută doar pe hârtie timbrată. Protestul coloniilor a fost prompt. Coloniștii au afirmat însă ca toate impozitele trebuiau votate de Adunările locale. Ei au amenințat cu boicotarea produselor engleze.